# شونهاوزن (مکلنبورگ-فورپومرن)
شونهاوزن (به آلمانی: Schönhausen) یک شهر در آلمان است که در مکلنبورگیشه زنپلاته واقع شده‌است. شونهاوزن ۲۸۸ نفر جمعیت دارد.